# Roberta Pinotti

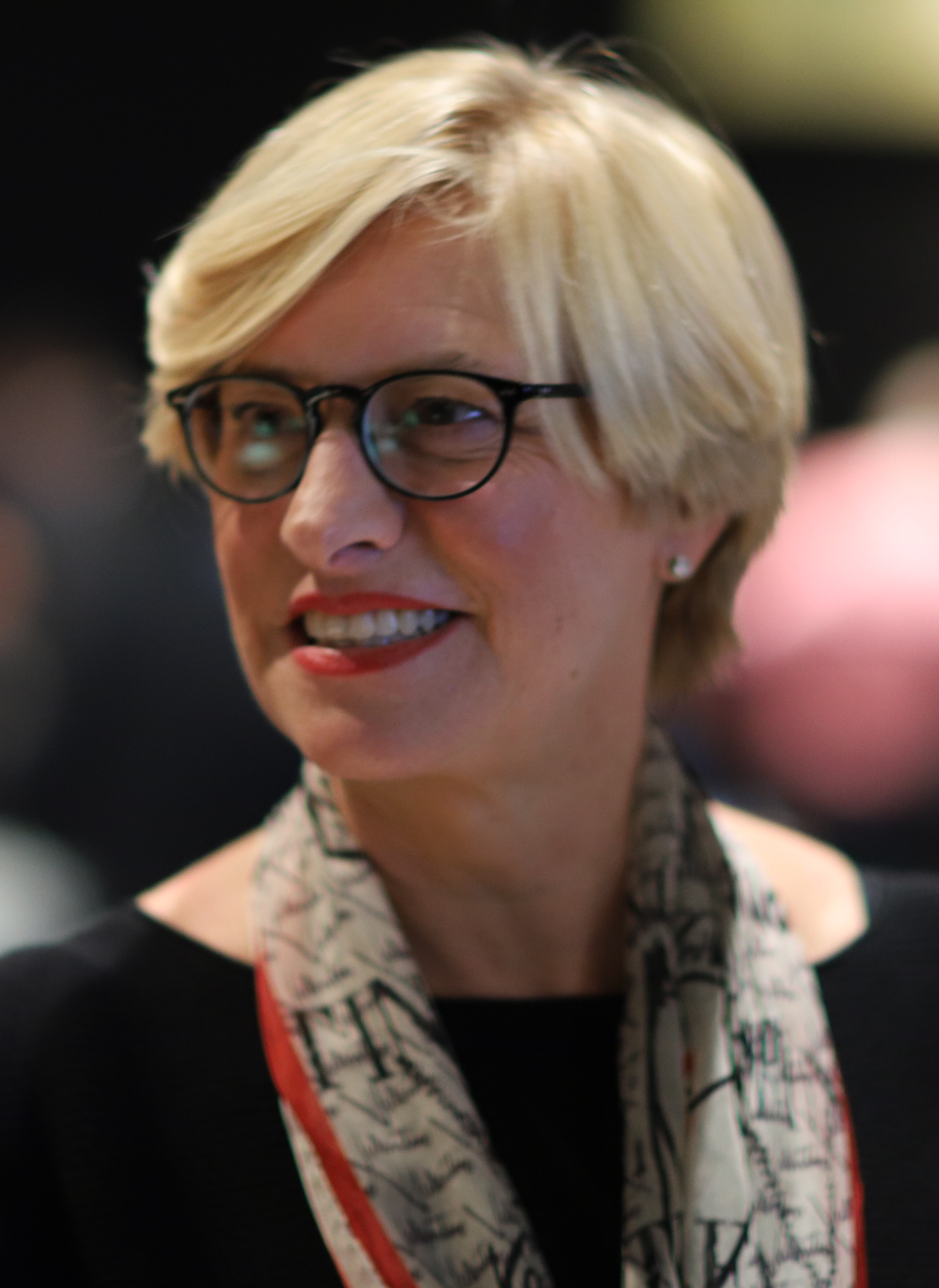
Roberta Pinotti (2017)

Roberta Pinotti (* 20. Mai 1961 in Genua) ist eine italienische Politikerin des Partito Democratico. Vom 22. Februar 2014 bis zum 1. Juni 2018 war sie Verteidigungsministerin Italiens.

## Leben
Nach einem Literaturstudium arbeitete Pinotti als Italienischlehrerin an verschiedenen Gymnasien. Ihre politische Laufbahn begann Anfang der 1990er Jahre, als sie in ihrer Heimatstadt Genua zur Stadtbezirksrätin gewählt wurde. Von 1993 bis 1997 war sie in der Regierung der Provinz Genua für Schul-, Jugend- und soziale Angelegenheiten verantwortlich, von 1997 bis 1999 dann Beigeordnete für Schulen der Stadt Genua. Von 1999 bis 2001 war sie Provinzvorsitzende der Linksdemokraten.
Im Mai 2001 zog Roberta Pinotti in die italienische Abgeordnetenkammer ein, wo sie zunächst im Haushaltsausschuss, ab April 2002 dann im Verteidigungsausschuss tätig war. Nach den Parlamentswahlen im Jahr 2006 wurde sie zur Vorsitzenden des Verteidigungsausschusses der Abgeordnetenkammer gewählt und war damit die erste Frau auf diesem Posten. Bei den vorgezogenen Parlamentswahlen im Jahr 2008 kandidierte sie für den Senat, wo sie 2010 stellvertretende Vorsitzende des dortigen Verteidigungsausschusses wurde. Nach den Parlamentswahlen im Jahr 2013, nach denen sie wiederum in den Senat einzog, wurde sie am 3. Mai 2013 im Kabinett Letta Staatssekretärin im Verteidigungsministerium.
Am 22. Februar 2014 wurde Roberta Pinotti in der Regierung Renzi Verteidigungsministerin. Sie war die erste Frau an der Spitze des italienischen Verteidigungsministeriums. Nach den Parlamentswahlen vom 4. März 2018 wurde sie von Elisabetta Trenta abgelöst.

## Sonstiges
- Im Oktober 2008 wurde Pinotti in der französischen Botschaft in Rom in die Ehrenlegion aufgenommen.
- Roberta Pinotti ist verheiratet und Mutter von zwei Töchtern.